# Encerclement

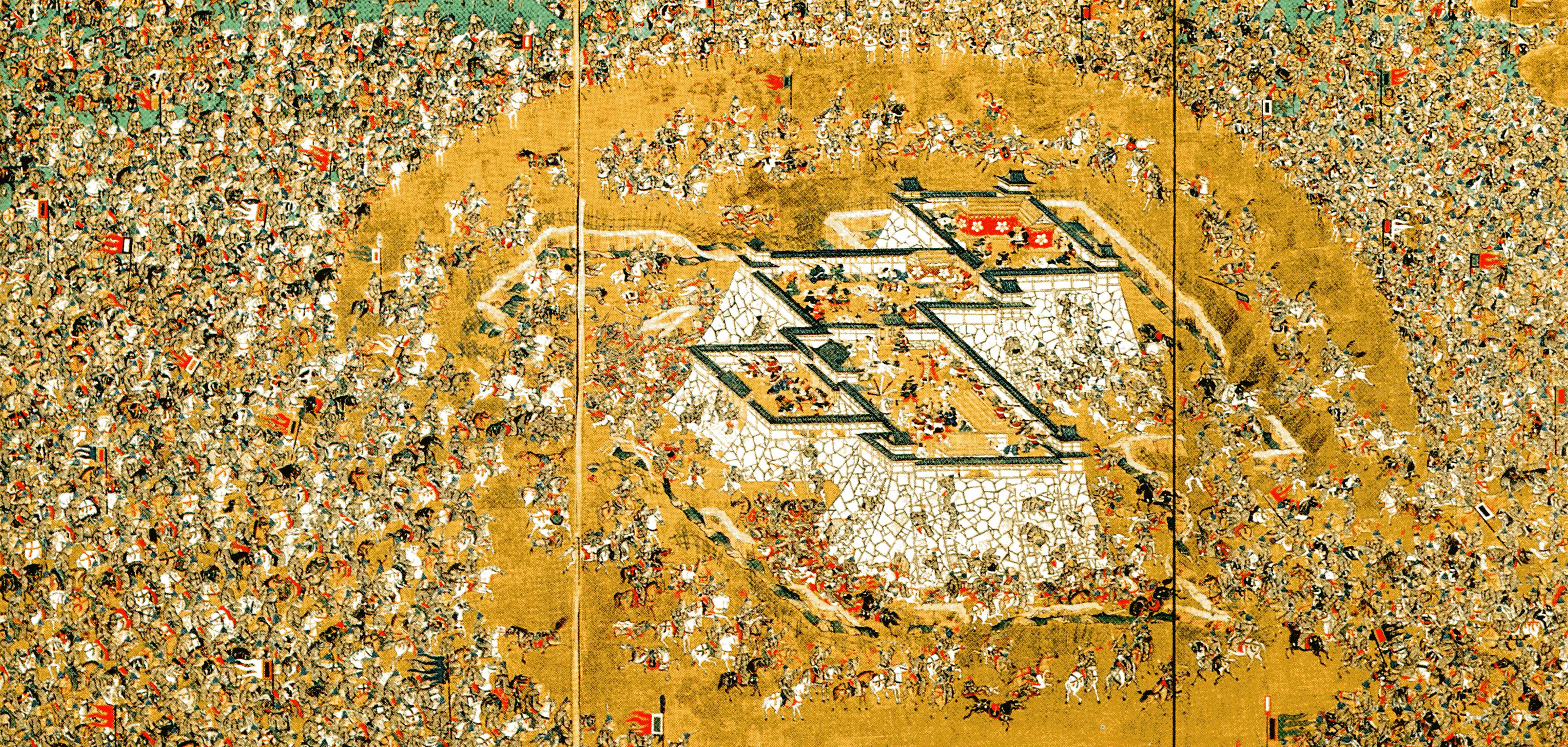
Un encerclement durant la guerre Imjin.

Un encerclement est, dans le domaine militaire, une situation où une force est isolée et encerclée par l'ennemi.

## Description
Cette situation est très dangereuse pour la force encerclée sur le plan stratégique, car elle ne peut pas recevoir des provisions ou des renforts, et sur le plan tactique, parce qu'elle risque d'être attaquée de plusieurs côtés. Enfin, puisque la force ne peut pas battre en retraite, elle doit se battre jusqu'à la fin ou la reddition.
Une encerclement découle généralement d'un mouvement en tenaille.
Un exemple d'encerclement est celui des forces grecques à la bataille des Thermopyles ou celui de la 6e armée allemande à la bataille de Stalingrad en 1942. On parle également de « poche ».
Dans l'argot militaire finlandais, la technique du « motti » consiste en la réduction d'une importante force ennemie par l'enchaînement de plusieurs encerclements successifs.